# Fabrizio Careddu
Fabrizio Careddu (Correggio, 2 luglio 1980) è un attore italiano di teatro e televisione.
Noto principalmente come attore teatrale, Fabrizio Careddu è conosciuto in ambito televisivo per la sua interpretazione nel ruolo di Michele Carminati, presente nella quarta stagione della sitcom Camera Café (2007-2008).

## Biografia
Si diploma all'Istituto Tecnico Industriale Statale "Leopoldo Nobili" di Reggio Emilia nel 1999 come perito elettrotecnico, ma fin dalla più giovane età l'interesse per le forme di espressione come il teatro, la recitazione e il canto sono preponderanti nella sua vita.
Per tale motivo nel 2002 è ammesso alla scuola di recitazione del Teatro Stabile di Genova, diplomandovisi nel 2005. Da allora inizia la sua collaborazione con lo stesso Teatro, partecipando a molte produzioni.
Nel 2007 viene scelto per interpretare Michele Carminati nella popolare sitcom di Italia 1 Camera Café.

## Filmografia

### Cinema
- I tredici, regia di Riccardo Mazzone (2011)
- Pane dal cielo, regia di Giovanni Bedeschi (2018)
- Mio fratello rincorre i dinosauri, regia di Stefano Cipani (2019)
- Volevo nascondermi, regia di Giorgio Diritti (2020)

### Televisione
- Camera Café – serie TV (2007-2008)[3][4]
- L'ispettore Coliandro – serie TV, episodio 6x02 (2017)
- La legge di Lidia Poët, regia di Letizia Lamartire - serie TV, episodio 1x06 (2023)

## Teatro

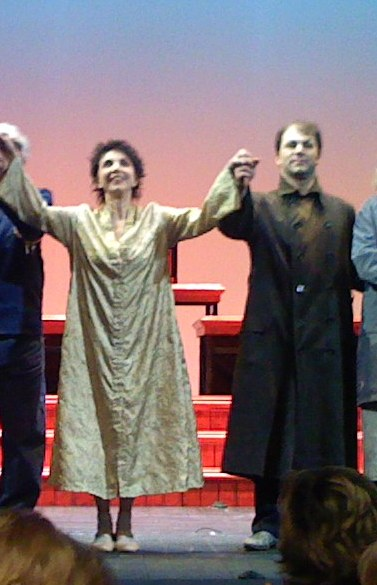
Fabrizio Careddu riceve gli applausi del pubblico assieme a Mariangela Melato al termine della rappresentazione di L'anima buona del Sezuan, Teatro della Corte, Genova, 2009.

Tra gli spettacoli a cui ha preso parte: 
- Produzioni del Teatro Stabile di Genova:
  - 2010: Misura per misura di Shakespeare, regia di Marco Sciaccaluga
  - 2009: L'anima buona del Sezuan di Brecht, regia di Ferdinando Bruni e Elio De Capitani
  - 2008: Re Lear di Shakespeare, regia di Marco Sciaccaluga
  - 2008: L'agente segreto di Conrad, regia di Marco Sciaccaluga
  - 2007: Svet, la luce risplende nelle tenebre di L.N.Tolstoj, regia di Marco Sciaccaluga
  - 2005: Enrico V di Shakespeare, regia di Massimo Mesciulam
  - 2006: Holy day di Bovell, regia di Marco Sciaccaluga
  - 2005: Morte di un commesso viaggiatore di Miller, regia di Marco Sciaccaluga
  - 2005: La donna e il colonnello di Dongala, regia di Flavio Parenti
  - 2004: Fede, speranza e carità di Von Horváth, regia di Anna Laura Messeri
  - 2004: Kasimir & Karoline di Von Horváth, regia di Anna Laura Messeri
- Produzioni Hurly Burly:
  - 2012: Le conquiste di Norman di Ayckbourn, regia di Eleonora d’Urso
  - 2012: Rumori fuori scena di Frayn, regia di Massimo Chiesa
  - 2010: Le conquiste di Norman di Ayckbourn, regia di Eleonora d’Urso
- Produzioni del Teatro Politeama Genovese:
  - 2005: Autosole di Lucarelli, regia di Kiara Pipino
  - 2004: La ballata del vecchio marinaio di Coleridge, regia di Kiara Pipino
- Produzione del Teatro Cargo:
  - 2004: Partenze di Sicignano e Vanucci, regia di Laura Sicignano
- Produzione U.R.T.:
  - 2008: Riccardo III di Shakespeare, regia di Jurij Ferrini
- Produzioni NoveTeatro[6]:
  - 2016: Rosencrantz e Guildenstern da Stoppard e Gilbert, regia di Domenico Ammendola
  - 2016: Il vento in faccia di Lorenzo Favella, regia di Gabriele Tesauri
  - 2016: 12 volte Silvia di Philip St.John, regia di Domenico Ammendola

## Riconoscimenti
- 2005: Vincitore del Premio Internazionale "Salvo Randone" come Miglior Attore Emergente
- 2006: Vincitore del Premio Hystrio alla Vocazione[7]
- 2007: Secondo classificato al Concorso "Prova d'Attore" di Torino[8]